# Socket M

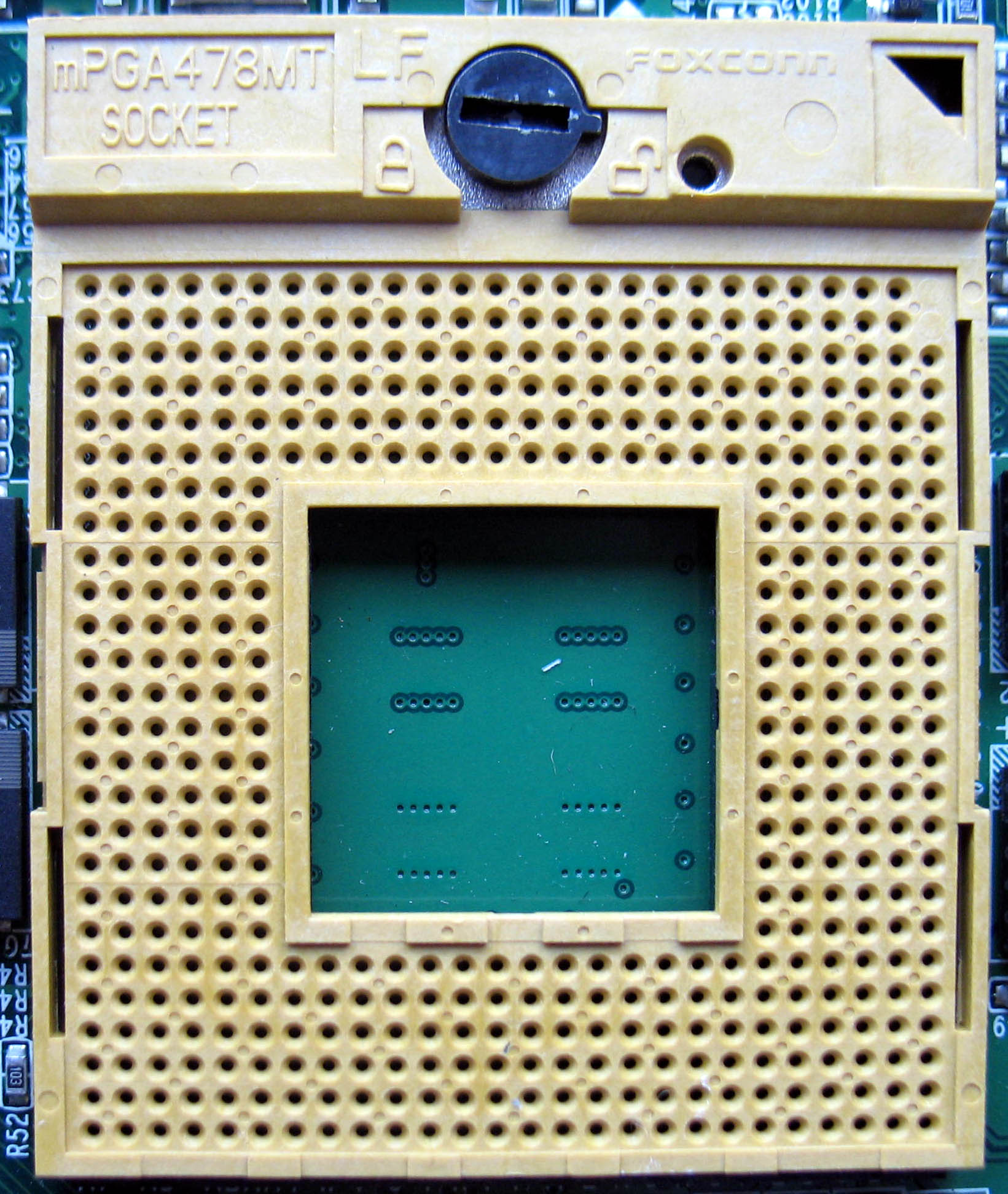
Socket M

Socket M är en processorsockel för Intels bärbara Core processorer.